# Mark Rylance
Sir David Mark Rylance Waters (Ashford, 18 de janeiro de 1960) é um ator, dramaturgo e diretor teatral britânico, vencedor do Óscar de melhor ator coadjuvante e BAFTA de Melhor Ator Coadjuvante em 2016 pelo filme Bridge of Spies. Foi ainda indicado ao Globo de Ouro e SAG Award na mesma categoria.
Atuou em filmes e séries como Angels and Insects (1995), Intimacy (2001), The Other Boleyn Girl (2008) e Wolf Hall (2015) e venceu prêmios Olivier e Tony pelo seu trabalho no teatro. Ele foi o primeiro diretor artístico do renovado Globe Theatre em Londres, entre 1995 e 2005.

## Primeiros anos
Mark Rylace nasceu em Ashford, no condado de Kent, Inglaterra e é filho de Anne e David Waters, ambos professores de Inglês. Ambos os seus avós foram prisioneiros de guerra dos japoneses durante a Segunda Guerra Mundial. Rylance tem uma irmã chamada Susannah que é cantora de ópera e escritora, e um irmão, Jonathan, que é sommelier no restaurante Chez Panisse em Berkeley na Califórnia. Os pais de Rylance mudaram-se para os Estados Unidos em 1962 e a família viveu no Connecticut e, mais tarde, no Winsconsin, onde o seu pai ensinou Inglês na University School of Millwaukee. Mais tarde, o próprio Mark frequentou esta universidade e envolveu-se no programa de teatro, participando na maioria das peças organizadas.
Rylance regressou ao Reino Unido depois de terminar a universidade em 1978 e conseguiu uma bolsa de estudo para a Royal Academy of Dramatic Art (RADA) em Londres, onde estudou representação durante dois anos. Estudou ainda na Chrysalis Theatre School, também em Londres.

## Carreira

### Representação
O ator decidiu escolher o nome profissional Mark Rylance quando se registou no sindicato de atores do Reino Unido, Equity, uma vez que já havia um Mark Waters, a sua primeira escolha, registado. O seu primeiro trabalho profissional como ator foi no Citizens' Theatre em Glasgow em 1980. Dois anos mais tarde juntou-se à Royal Shakespeare Company com quem trabalhou em Stratford-upon-Avon e em Londres.
Em 1988, Rylance interpretou o papel de Hamlet numa produção da Royal Shakespeare Company da famosa peça de William Shakespeare. A produção foi um sucesso e andou em digressão pela Irlanda e pelo Reino Unido durante um ano antes de partir para Stratford-upon-Avon e para os Estados Unidos onde foi apresentada durante dois anos. Em 1990, Rylance e Claire van Kampen (com quem se viria a casar) criaram a sua própria companhia de teatro, a Phoebus' Cart.
Em 1991, Rylance protagonizou o filme The Grass Arena e venceu o prêmio de Ator Mais Promissor da revista Radio Times. Em 1993, protagonizou uma produção de Much Ado About Nothing no Queen's Theatre de Londres. O seu Benedick valeu-lhe um prêmio Olivier. Doze anos mais tarde, Rylance voltou a vencer um prêmio, desta vez o BAFTA de televisão pelo seu desempenho como David Kelly no telefilme The Government Inspector do Channel 4.
Em 2007, estreou a peça Boeing-Boeing em Londres. No ano seguinte, o ator retomou o seu papel nesta peça na Broadway em Nova Iorque e conquistou o Drama Desk Award e o prêmio Tony pelo seu desempenho. Em 2009, o seu papel de Johnny Byron na peça Jerusalem, apresentada no Royal Court Theatre em Londres, valeu-lhe o Critics' Circle Theatre Award de Melhor ator. Este papel valeu-lhe também o seu segundo prêmio Olivier em 2010.
Também em 2010, Rylance protagonizou a peça La Bête, apresentada primeiro no London's Comedy Theatre antes de ser transferida para o Music Box Theatre, na Broadway em setembro do mesmo ano. Este papel valeu-lhe o seu segundo prêmio Tony.
Em 2015, Rylance interpretou o papel de Thomas Cromwell na minissérie Wolf Hall, protagonizada por Damian Lewis. A sua atuação valeu-lhe uma nomeação para os prêmio Emmy desse ano.
No mesmo ano estrelou o filme Bridge of Spies de Steven Spielberg, e protagonizado por Tom Hanks. O filme dramatiza o incidente U-2 de 1960, a detenção e condenação do espião soviético Rudolf Abel e a troca de Abel pelo piloto de U-2, Gary Powers. Rylance interpreta o papel de Abel e a sua atuação foi aclamada pela crítica, sendo considerada por muitos críticos a melhor atuação de 2015 no cinema. Entre diversos prêmios, o ator conquistou o Óscar e o BAFTA na categoria de Melhor Ator Secundário, conseguindo ainda uma nomeação para os Globos de Ouro na mesma categoria.
Os projetos futuros de Rylance incluem mais uma colaboração com Steven Spielberg, desta vez no filme de fantasia The BFG, uma adaptação do livro infantil homónimo de Roald Dahl onde interpreta o papel principal de BFG; e Dunkirk do realizador Christopher Nolan.

### Globe Theatre
Em 1995, Rylance se tornou no primeiro diretor artístico do Globe Theatre, posição que manteve até 2005. Rylance encenou e participou em peças em todas as temporadas em que foi diretor, incluindo numa produção exclusivamente masculina de Twelfth Night, onde interpretou o papel de Olivia e Richard III, que protagonizou. Enquanto foi diretor do Globe, também foram apresentadas peças originais. A primeira, Augustine's Oak, sobre Agostinho de Cantuária e a cristianização da Inglaterra anglo-saxónica, de Peter Oswald foi apresentada em 1999. Em 2002 foi apresentada uma segunda peça original, também de Peter Oswald: The Golden Ass or the Curious Man. Em 2005 foi apresentada uma terceira peça de Peter Oswald: The Storm, uma adaptação da comédia de Platão, Rúdens (que foi uma das fontes a que William Shakespeare recorreu enquanto escrevia The Tempest).
Rylance também organizou eventos especiais de comemoração, como foi o caso de uma apresentação especial da peça Twelfth Night em 2002 em Middle Temple para comemorar o 400º aniversário da sua primeira apresentação e Measure for Measure em Hampton Court no verão de 2004. Em 2007, Rylance, a sua esposa Claire van Kampen (diretora de música no Globe) e Jenny Tiramani (diretora do guarda-roupa), receberam um prêmio Sam Wanamaker pelo trabalho desenvolvido nos primeiros dez anos da reabertura do Globe.
Em 2013, o Globe levou a produção exclusivamente masculina de Twelfth Night e Richard III para a Broadway e Rylance venceu o seu terceiro prêmio Tony pelo seu desempenho como Olivia e foi nomeado por Richard III.

### Polêmica com William Shakespeare
Em 8 de setembro de 2007, Mark Rylance e Derek Jacobi revelaram uma Declaração de Dúvida Razoável relativa à autoria das obras de William Shakespeare no final da última matinée da peça I am Shakespeare.
A declaração defendia que o verdadeiro autor da obra referida seria Christopher Marlowe, Francis Bacon, Edward of Vere ou Mary Sidney (Mary Sidney Herbert, condessa de Pembroke). Na declaração são referidas 20 personalidades proeminentes do passado que também duvidavam da autoria das obras de William Shakespeare, incluindo Mark Twain, Orson Welles, John Gielgud, Charlie Chaplin, Charles Dickens, Ralph Waldo Emerson e o ator Leslie Howard e esta foi elaborada pela Shakespeare Authorship Coalition e assinada por 300 pessoas com o objetivo de iniciar novas pesquisas. Mark Rylance e Derek Jacobi apresentaram uma cópia do documento a William Leahy, o diretor do departamento de Inglês da Brunel University de Londres.

## Vida pessoal
Rylance começou a namorar com a encenadora, compositora e dramaturga Claire van Kampen em 1987 quando os dois estavam a trabalhar na peça The Wandering Jew no National Theatre e casou-se em 21 de dezembro de 1989. Através do seu casamento, Rylance se tornou padrasto das duas filhas de Kampen, a atriz Juliet Rylance e a cineasta Nataasha van Kampen. Nataasha morreu em julho de 2012 com 28 anos. Tal levou a que Rylance cancelasse a sua participação na cerimónia de abertura dos Jogos Olímpicos de Verão de 2012 e fosse substituído por Kenneth Branagh.

## Filmografia

### Cinema
| Ano  | Título                  | Papel                           | Notas                           |
| ---- | ----------------------- | ------------------------------- | ------------------------------- |
| 1985 | The McGuffin            | Gavin                           |                                 |
| 1987 | Hearts of Fire          | Fizz                            |                                 |
| 1991 | The Grass Arena         | John Healy                      |                                 |
| 1991 | Prospero's Books        | Ferdinand                       |                                 |
| 1995 | Institute Benjamenta    | Jakob von Gunten                |                                 |
| 1995 | Angels & Insects        | William Adamson                 |                                 |
| 2000 | William Shakespeare     | Diretor Artístico               | Globe Theatre                   |
| 2001 | Intimacy                | Jay                             |                                 |
| 2008 | The Other Boleyn Girl   | Thomas Boleyn                   |                                 |
| 2011 | Blitz                   | Bruce Roberts                   |                                 |
| 2011 | Anonymous               | Henry Condell                   |                                 |
| 2013 | Days and Nights         | Stephen                         |                                 |
| 2015 | The Gunman              | Cox                             |                                 |
| 2015 | Bridge of Spies         | Rudolf Abel                     | Óscar de Melhor Ator Secundário |
| 2016 | The BFG                 | The BFG                         |                                 |
| 2017 | Dunkirk                 |                                 |                                 |
| 2018 | Ready Player One        | James Donovan Halliday / Anorak |                                 |
| 2020 | Os 7 de Chicago         | William Kunstler                |                                 |
| 2021 | Don't Look Up           | Peter Isherwell                 |                                 |
| 2021 | The Phantom of the Open | Maurice Flitcroft               |                                 |
| 2022 | The Outfit              | Leonard Burling                 |                                 |
| 2022 | Inland                  | Dunleavy                        |                                 |
| 2022 | Bones & All             | Sully                           |                                 |

### Televisão
| Ano  | Título                     | Papel             | Notas |
| ---- | -------------------------- | ----------------- | ----- |
| 1985 | Wallenberg: A Hero's Story | Nikki Fodor       |       |
| 1993 | Love Lies Bleeding         | Conn              |       |
| 1995 | Loving                     | Charlie Raunce    |       |
| 1995 | Hamlet                     | Hamlet            |       |
| 1997 | Henry V                    | King Henry V      |       |
| 2001 | Changing Stages            | Ele próprio       |       |
| 2003 | Leonardo                   | Leonardo da Vinci |       |
| 2003 | Richard II                 | Richard II        |       |
| 2005 | The Government Inspector   | David Kelly       |       |
| 2014 | Bing                       | Flop (voz)        |       |
| 2015 | Wolf Hall                  | Thomas Cromwell   |       |

## Teatro
| Ano                          | Peça                                         | Personagem                  | Teatro                                  |
| ---------------------------- | -------------------------------------------- | --------------------------- | --------------------------------------- |
| 1981                         | Desperado Corner                             | Bazza                       | Citizens' Theatre, Glasgow              |
| 1982                         | The Tempest                                  | Ariel                       | Royal Shakespeare Company               |
| 1989                         | Hamlet                                       | Hamlet                      | Royal Shakespeare Company               |
| 1989                         | Romeo and Juliet                             | Romeo                       | Royal Shakespeare Company               |
| 1991                         | Hamlet                                       | Hamlet                      | American Repertory Theater              |
| 1991                         | The Seagull                                  | Treplev                     | American Repertory Theater              |
| 1993                         | Henry V                                      | Henry V                     | Theatre for a New Audience, Nova Iorque |
| 1993                         | Much Ado About Nothing                       | Benedick                    | Queens Theatre                          |
| 1994                         | As You Like It                               | Touchstone                  | Theatre for a New Audience, Nova Iorque |
| 1994                         | True West                                    | Lee/Austin                  | Donmar Warehouse                        |
| 1995                         | Macbeth                                      | Macbeth                     | Greenwich Theatre                       |
| 2000                         | Live x 3                                     | Henry                       | Royal National Theatre                  |
| 2007                         | Boeing Boeing                                | Robert                      | Comedy Theatre                          |
| 2007                         | I am Shakespeare                             | Frank                       | Digressão pelo Reino Unido              |
| 2008                         | Peer Gynt                                    | Peer Gynt                   | Guthrie Theater, Minneapolis            |
| 2008                         | Boeing Boeing                                | Robert                      | Longacre Theatre, Nova Iorque           |
| 2009                         | Jerusalem de Jez Butterworth                 | Johnny Byron                | Royal Court Theatre                     |
| 2009                         | Endgame de Samuel Beckett                    | Hamm                        | Duchess Theatre                         |
| 2010                         | Jerusalem de Jez Butterworth                 | Johnny Byron                | Apollo Theatre                          |
| 2010                         | La Bête de David Hirson                      | Valere                      | Comedy Theatre                          |
| 2010                         | La Bête de David Hirson                      | Valere                      | Music Box Theatre, Broadway             |
| 2011                         | La Bête de David Hirson                      | Valere                      |                                         |
| Jerusalem de Jez Butterworth | Johnny Byron                                 | Music Box Theatre, Broadway |                                         |
| Jerusalem de Jez Butterworth | Johnny Byron                                 | Apollo Theatre              |                                         |
| 2012                         | alternou entre Richard III and Twelfth Night | Richard III / Olivia        | Apollo Theatre                          |
| 2013                         | Nice Fish de Mark Rylance e Louis Jenkins    | Ron                         | Guthrie Theater                         |
| 2013                         | alternou entre Richard III and Twelfth Night | Richard III / Olivia        | Belasco Theatre, Broadway               |
| 2014                         | alternou entre Richard III and Twelfth Night | Richard III / Olivia        | Belasco Theatre, Broadway               |
| 2015                         | Farinelli and the King de Claire van Kampen  | King Philippe V             | Sam Wanamaker Playhouse                 |
| 2015                         | Farinelli and the King de Claire van Kampen  | King Philippe V             | Duke of York's Theatre                  |
| 2016                         | Nice Fish de Mark Rylance e Louis Jenkins    | Ron                         | St. Ann's Warehouse                     |

#### Globe Theatre
| Ano  | Título                      | Papel                              | Notas |
| ---- | --------------------------- | ---------------------------------- | ----- |
| 1996 | The Two Gentlemen of Verona | Proteus                            |       |
| 1997 | A Chaste Maid in Cheapside  | Mr. Allwit                         |       |
| 1997 | Henry V                     | Henry V                            |       |
| 1998 | The Merchant of Venice      | Bassanio                           |       |
| 1998 | The Honest Whore            | Hippolito                          |       |
| 1999 | Antony and Cleopatra        | Cleopatra                          |       |
| 2000 | Hamlet                      | Hamlet                             |       |
| 2001 | Cymbeline                   | Cloten                             |       |
| 2002 | The Golden Ass              | Lucius                             |       |
| 2002 | Twelfth Night               | Olivia                             |       |
| 2003 | Richard II                  | Richard II                         |       |
| 2004 | Measure for Measure         | Duke Vincentio                     |       |
| 2005 | The Tempest                 | Prospero Stephano Sebastian Alonso |       |
| 2005 | The Storm                   | Daemones Labrax The Weather        |       |
| 2012 | Richard III                 | Richard III                        |       |
| 2012 | Twelfth Night               | Olivia                             |       |